# Рейо-Мару
Рейо-Мару (Reiyo Maru) — судно, яке під час Другої світової війни взяло участь у операціях японських збройних сил у Індонезії та на Каролінських островах.

## Передвоєнна історія
Рейо-Мару спорудили в 1920 році на верфі Asano Shipbuilding у Цурумі на замовлення компанії Toyo Kisen.
У липні 1926-го судно виконувало рейс із вантажем пиломатеріалів з Грез-Гарбор (штат Вашингтон) до Йокогами. У районі Алеутських островів Рейо-Мару наскочило на підводну скелю і прийняло багато води, проте в підсумку судно вдалось урятувати.
10 жовтня 1941-го судно реквізували для потреб Імперської армії Японії.

## Вторгнення на Яву
21 січня 1942-го Рейо-Мару вийшло з японського порту Моджі в межах операції, під час якої 32 судна доправляли до Південно-Східної Азії 2-го піхотну дивізію. 26 січня судно прибуло до Мако (важлива база ВМФ на Пескадорських островах у південній частині Тайванської протоки), а в лютому перейшло звідси до бухти Камрань (узбережжя центрального В'єтнаму).
18 лютого 1942-го Рейо-Мару та ще 55 транспортів вирушили з Камрані, а 1 березня здійснили висадку десанту на західне завершення острова Ява, при цьому Рейо-Мару належало до загону, який розвантажувався в Мераку.
16 березня 1942-го Рейо-Мару прибуло до Сінгапура, а 24 квітня було повернуте цивільним власникам.

## Рейси до Трука
11 листопада 1943-го судно знову реквізували, цього разу для потреб Імперського флоту.
28 листопада — 12 грудня 1943-го Рейо-Мару у складі конвою № 3128 здійснило перехід з Йокосуки на атол Трук у центральній частині Каролінських островів (тут ще до війни створили потужну базу японського ВМФ, з якої до лютого 1944-го провадились операції у цілому ряді архіпелагів). 22 грудня 1943 — 3 січня 1944 судно здійснило зворотній рейс в конвої № 4222.
25 січня — 7 лютого 1944-го Рейо-Мару знову пройшло з Йокосуки на Трук разом з конвоєм № 3125A.
17 лютого 1944-го по Труку завдало потужного удару американське авіаносне угруповання (операція «Хейлстоун»), яке змогло знищити у цьому рейді кілька бойових кораблів та близько трьох десятків інших суден. Літаків з авіаносця USS Essex уразили «Рейо-Мару» двома 454-кг бомбами, а невдовзі пілоти з авіаносця USS Intrepid досягнули третього прямого влучання та кількох близьких розривів. На судні виникла пожежа, яка досягнула вантажу амуніції та викликала численні детонації. «Рейо-Мару» ще протрималось на воді близько двох діб, після чого затонуло. Загинуло 8 членів екіпажу.